# Хазе, Дагмар
Дагмар Хазе (нем. Dagmar Hase; род. 22 декабря 1969 года, Кведлинбург, округ Галле, ГДР) — германская пловчиха. Специализируется в плавании вольным стилем на средних дистанциях (200, 400 и 800 метров) и на спине в своей ранней карьере.
Она плавала на двух Олимпийских играх: Барселоне 1992 и Атланте 1996.
Ушла из большого спорта в 1998 году.
Она была занесена в Международную галерею славы плавания 11 мая 2013.

## Личный рекорд
- 200 метров вольный стиль: 1.59,56
- 400 метров вольный стиль: 4.07,18
- 800 метров вольный стиль: 8.29,91
- 100 метров на спине: 1.01,61
- 200 метров на спине: 2.09,46